# Organització de Transportistes Aeris Àrabs
L'Organització de Transportistes Aeris Àrabs (OTAA) (àrab: الإتحاد العربي للنقل الجوي, al-Ittiḥād al-ʿArabī li-n-Naql al-Jawwī; anglès: Arab Air Carriers Organization, AACO) és una organització sense ànim de lucre que agrupa a trenta aerolínies de divuit estats. L'entitat té la seu a la ciutat libanesa de Beirut i fou creada l'any 1965 a partir de les recomanacions del comitè de transport de la Lliga Àrab i recolzada pels ministres de transport dels països àrabs. Els seus objectius són promoure la cooperació i augmentar els nivells de qualitat i seguretat del transport aeri en la zona. Treballa en col·laboració amb l'Associació Internacional del Transport Aeri (IATA) i amb l'Organització d'Aviació Civil Internacional (ICAO).

## Aerolínies membres
- Afriqiyah Airways
- Air Algérie
- Air Arabia
- Air Cairo
- EgyptAir
- Emirates Airline
- Etihad Airways
- Gulf Air
- Iraqi Airways
- Jordan Aviation
- Kuwait Airways
- Libyan Airways
- Middle East Airlines
- Oman Air
- Palestinian Airlines
- Qatar Airways
- Royal Air Maroc
- Royal Jordanian Airlines
- Saudi Arabian Airlines
- Sudan Airways
- Syrian Arab Airlines
- Trans Mediterranean Airways
- Tunisair
- Yemenia